# Stenopogon loewi
Stenopogon loewi är en tvåvingeart som beskrevs av Joseph och Parui 1984. Stenopogon loewi ingår i släktet Stenopogon och familjen rovflugor. Inga underarter finns listade i Catalogue of Life.